# Eucera
Eucera es un género de abejas en la familia Apidae subfamilia Apinae.

## Descripción
Miden de 11 a 18 mm. Las antenas de los machos son muy largas. Su función es olfativa usada en localizar a las hembras.  
Las especies de Eucera anidan en el suelo. Como todas las abejas Eucerini, son abejas solitarias, no forman colonias. Vuelan en la primavera. Son polinizadores importantes de la alfalfa. También visitan plantas de las familias Fabaceae y Brassicaceae.

## Distribución
El género Eucera es de distribución holártica. Se originó en el Neártico en el Oligoceno y se dispersó dos veces al Paleártico. Están presentes en la mayor parte de Europa (78 especies en Europa), en oriente en la ecozona paleártica y en el Cercano Oriente.

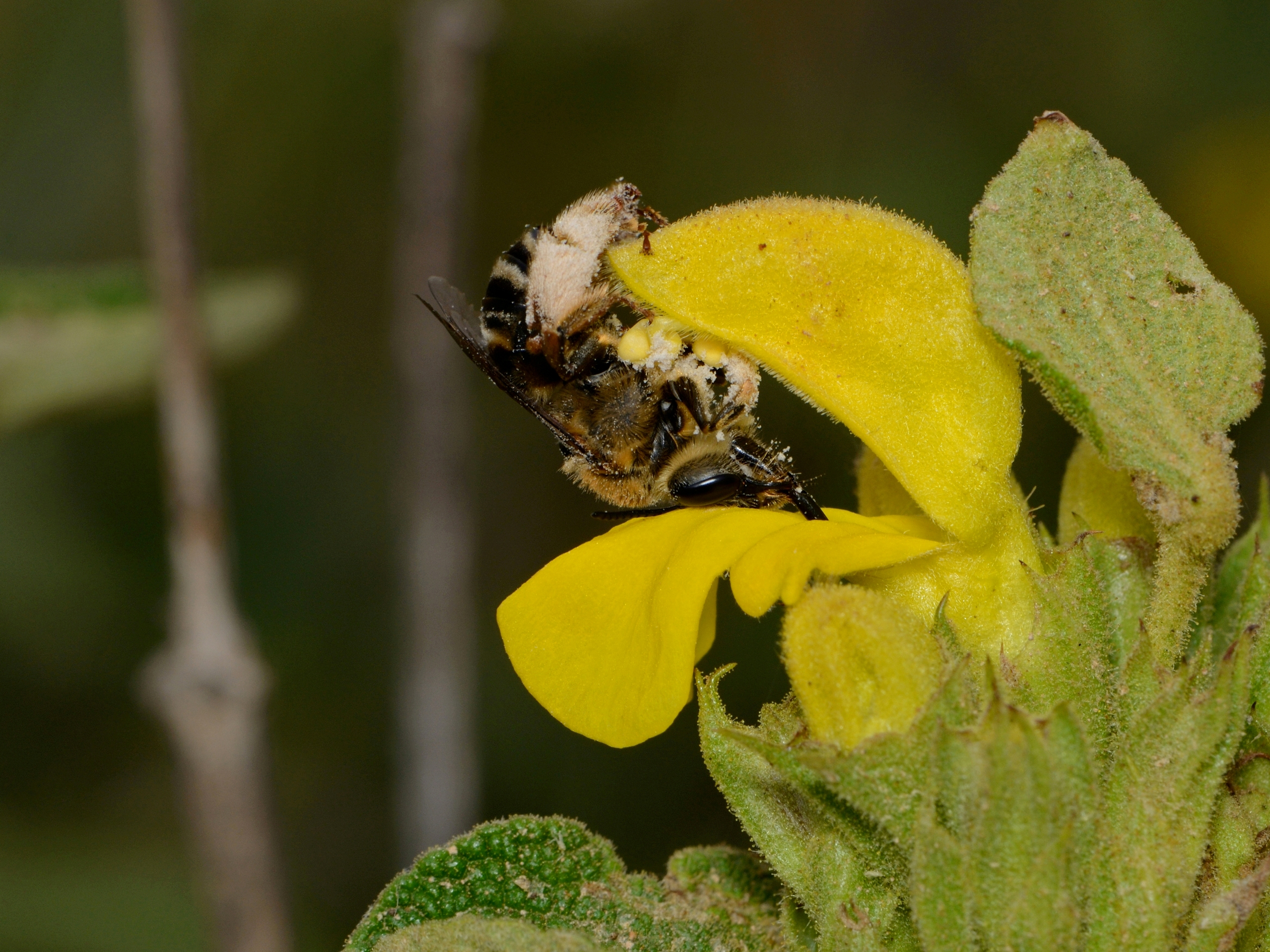
Eucera plumigera, hembra

## Especies
Lista de especies
Algunas especies
- Eucera acerba (Cresson, 1879)
- Eucera actuosa (Cresson, 1878)
- Eucera aequata Vachal, 1907
- Eucera afghana Tkalcu, 1978
- Eucera albescens (Timberlake, 1969)
- Eucera alborufa (Radoszkowski, 1872)
- Eucera alfkeni Risch, 2003
- Eucera algeriensis Dalla Torre, 1896
- Eucera algira Brullé, 1840
- Eucera alopex Risch, 1999
- Eucera alternans (Brullé, 1832)
- Eucera amoena (Zavortink, 1982)
- Eucera amsinckiae (Timberlake, 1969)
- Eucera andreui (Dusmet y Alonso, 1926)
- Eucera angustifrons (Timberlake, 1969)
- Eucera arachosiae Tkalcu, 1978
- Eucera aragalli (Cockerell, 1904)
- Eucera argyrophila (Cockerell, 1909)
- Eucera armeniaca (Morawitz, 1878)
- Eucera atrata Klug, 1845
- Eucera atricornis Fabricius, 1793
- Eucera atriventris (Smith, 1854)
- Eucera atroalba (Pérez, 1895)
- Eucera bakeri (Timberlake, 1973)
- Eucera barbiventris Pérez, 1902
- Eucera basizona (Spinola, 1839)
- Eucera belfragei (Cresson, 1872)
- Eucera bidentata Pérez, 1887
- Eucera birkmanniella (Cockerell, 1906)
- Eucera biscrensis (Alfken, 1933)
- Eucera brevitarsis Risch, 1997
- Eucera caerulescens Friese, 1899
- Eucera californica (Cresson, 1878)
- Eucera carinata (Timberlake, 1961)
- Eucera carolinensis Dalla Torre, 1896
- Eucera caspica Morawitz, 1873
- Eucera cassandra Nurse, 1904
- Eucera cercidis (Timberlake, 1969)
- Eucera chinensis (Smith, 1854)
- Eucera chrysobotryae (Cockerell, 1908)
- Eucera chrysophila (Cockerell, 1914)
- Eucera chrysopyga Pérez, 1879
- Eucera cineraria Eversmann, 1852
- Eucera cinnamomea Alfken, 1935
- Eucera clypeata Erichson, 1835
- Eucera codinai Dusmet y Alonso, 1926
- Eucera collaris Dours, 1873
- Eucera commixta Dalla Torre & Friese, 1895
- Eucera conditi (Timberlake, 1969)
- Eucera conformis (Timberlake, 1969)
- Eucera cordleyi (Viereck, 1905)
- Eucera cuniculina Klug, 1845
- Eucera curvitarsis Mocsáry, 1879
- Eucera cypria Alfken, 1933
- Eucera dalmatica Lepeletier, 1841
- Eucera deceptrix Smith, 1879
- Eucera decipiens Alfken, 1935
- Eucera decolorata Gribodo, 1924
- Eucera delphinii (Timberlake, 1969)
- Eucera diana Nurse, 1904
- Eucera digitata Friese, 1896
- Eucera dimidiata Brullé, 1832
- Eucera discoidalis Morawitz, 1878
- Eucera distincta Lepeletier, 1841
- Eucera distinguenda (Morawitz, 1875)
- Eucera dorsata (Timberlake, 1969)
- Eucera douglasiana (Cockerell, 1906)
- Eucera doursana Dalla Torre & Friese, 1894
- Eucera dubitata (Cresson, 1878)
- Eucera ebmeri Risch, 1999
- Eucera edwardsii (Cresson, 1878)
- Eucera elongatula Vachal, 1907
- Eucera eucnemidea Dours, 1873
- Eucera excisa Mocsáry, 1879
- Eucera fasciata Risch, 1999
- Eucera fasciatella Lepeletier, 1841
- Eucera fedtschenkoi Dalla Torre, 1896
- Eucera ferghanica Morawitz, 1875
- Eucera ferruginea Lepeletier, 1841
- Eucera flavicornis Risch, 2003
- Eucera floralia (Smith, 1854)
- Eucera frater (Cresson, 1878)
- Eucera friesei Risch, 2003
- Eucera fulvitarsis (Cresson, 1878)
- Eucera fulviventris (Smith, 1854)
- Eucera fulvohirta (Cresson, 1878)
- Eucera furfurea Vachal, 1907
- Eucera gaullei Vachal, 1907
- Eucera genofevae Vachal, 1907
- Eucera gracilipes Pérez, 1895
- Eucera graeca Radoszkowski, 1876
- Eucera grandis (Fonscolombe, 1846)
- Eucera hamata (Bradley, 1942)
- Eucera helvola Klug, 1845
- Eucera hermoni Risch, 2003
- Eucera hirsuta Morawitz, 1875
- Eucera hirsutissima (Cockerell, 1916)
- Eucera hispaliensis Pérez, 1902
- Eucera hispana Lepeletier, 1841
- Eucera hungarica Friese, 1896
- Eucera hurdi (Timberlake, 1969)
- Eucera ignota (Timberlake, 1969)
- Eucera illinoensis (Robertson, 1902)
- Eucera interrupta Bär, 1850
- Eucera jacoti (Cockerell, 1930)
- Eucera kilikiae Risch, 1999
- Eucera kullenbergi Tkalcu, 1978
- Eucera kyrenaica Friese, 1923
- Eucera lanata Sitdikov, 1988
- Eucera lanuginosa Klug, 1845
- Eucera latipes Risch, 1997
- Eucera laxiscopa Alfken, 1935
- Eucera lepida (Cresson, 1878)
- Eucera longicornis (Linnaeus, 1758)
- Eucera lucasi (Gribodo, 1893)
- Eucera lunata (Timberlake, 1969)
- Eucera lutziana (Cockerell, 1933)
- Eucera lycii (Cockerell, 1897)
- Eucera maroccana (Dusmet y Alonso, 1928)
- Eucera mastrucata (Morawitz, 1875)
- Eucera matalae Tkalcu, 2003
- Eucera mauritaniae Tkalcu, 1984
- Eucera maxima Tkalcu, 1987
- Eucera mediterranea Friese, 1896
- Eucera melanocephala Morawitz, 1875
- Eucera metallescens (Morawitz, 1888)
- Eucera microsoma Cockerell, 1922
- Eucera minulla Risch, 2003
- Eucera mohavensis (Timberlake, 1969)
- Eucera monozona (Timberlake, 1969)
- Eucera monticola Risch, 2003
- Eucera moricei Alfken, 1935
- Eucera nigrescens Pérez, 1879
- Eucera nigrifacies Lepeletier, 1841
- Eucera nigrilabris Lepeletier, 1841
- Eucera nigripes Klug, 1845
- Eucera nigrita Friese, 1895
- Eucera nipponensis (Pérez, 1911)
- Eucera nitidiventris Mocsáry, 1879
- Eucera notata Lepeletier, 1841
- Eucera numida Lepeletier, 1841
- Eucera obliterata Pérez, 1896
- Eucera occidentalis Risch, 1999
- Eucera oraniensis Lepeletier, 1841
- Eucera oreophila Risch, 2003
- Eucera pagosana (Cockerell, 1925)
- Eucera pallidihirta (Timberlake, 1969)
- Eucera pannonica Mocsáry, 1878
- Eucera paraclypeata Sitdikov, 1988
- Eucera parnassia Pérez, 1902
- Eucera pedata Dours, 1873
- Eucera pekingensis Yasumatsu, 1946
- Eucera penicillata Risch, 1997
- Eucera phaceliae (Cockerell, 1911)
- Eucera pici Vachal, 1907
- Eucera pitalomasa (Dover, 1925)
- Eucera polita Pérez, 1895
- Eucera pollinaris (Kirby, 1802)
- Eucera pomeranzevii (Morawitz, 1888)
- Eucera pomona Nurse, 1904
- Eucera popovi Sitdikov, 1988
- Eucera primiveris (Timberlake, 1969)
- Eucera pseudeucnemidea Risch, 1997
- Eucera pulveracea Dours, 1873
- Eucera punctatissima Pérez, 1895
- Eucera puncticollis Morawitz, 1876
- Eucera punctissima de Gaulle, 1908
- Eucera punctulata Alfken, 1942
- Eucera pusilla Morawitz, 1875
- Eucera pythagoras Risch, 2003
- Eucera quadricincta (Timberlake, 1969)
- Eucera quilisi (Dusmet y Alonso, 1926)
- Eucera rosae (Robertson, 1900)
- Eucera ruficollis (Brullé, 1832)
- Eucera rufipes Smith, 1879
- Eucera salamita Vachal, 1907
- Eucera seminuda Brullé, 1832
- Eucera serraticornis Risch, 1999
- Eucera sociabilis Smith, 1873
- Eucera sogdiana Morawitz, 1875
- Eucera spatulata Gribodo, 1893
- Eucera speciosa (Cresson, 1878)
- Eucera spectabilis (Morawitz, 1875)
- Eucera speculifer Pérez, 1911
- Eucera spinipes Risch, 2003
- Eucera spurcatipes Pérez, 1911
- Eucera squamosa Lepeletier, 1841
- Eucera stretchii (Cresson, 1878)
- Eucera suavis (Cresson, 1878)
- Eucera subrufa Lepeletier, 1841
- Eucera syriaca Dalla Torre, 1896
- Eucera taurica Morawitz, 1871
- Eucera tegularis Morawitz, 1875
- Eucera territella (Cockerell, 1909)
- Eucera texana (Timberlake, 1969)
- Eucera thoracica Spinola, 1839
- Eucera tibialis Morawitz, 1875
- Eucera transitoria (Morawitz, 1875)
- Eucera tricincta Erichson, 1835
- Eucera tricinctella (Timberlake, 1969)
- Eucera troglodytes Risch, 2003
- Eucera truttae (Cockerell, 1905)
- Eucera tuberculata (Fabricius, 1793)
- Eucera turcomannica (Morawitz, 1880)
- Eucera vachali Pérez, 1895
- Eucera velutina (Morawitz, 1873)
- Eucera venusta (Timberlake, 1961)
- Eucera vernalis (Morawitz, 1875)
- Eucera vicina (Morawitz, 1876)
- Eucera vidua Lepeletier, 1841
- Eucera virgata[5] (Cockerell, 1905)
- Eucera vittulata Noskiewicz, 1934
- Eucera vulpes Brullé, 1832
- Eucera warnckei Risch, 1999
- Eucera yunnanensis (Wu, 2000)
- Eucera zeta Dalla Torre, 1896
- Eucera zonata[6] (Timberlake, 1969)